# Maria Reutt

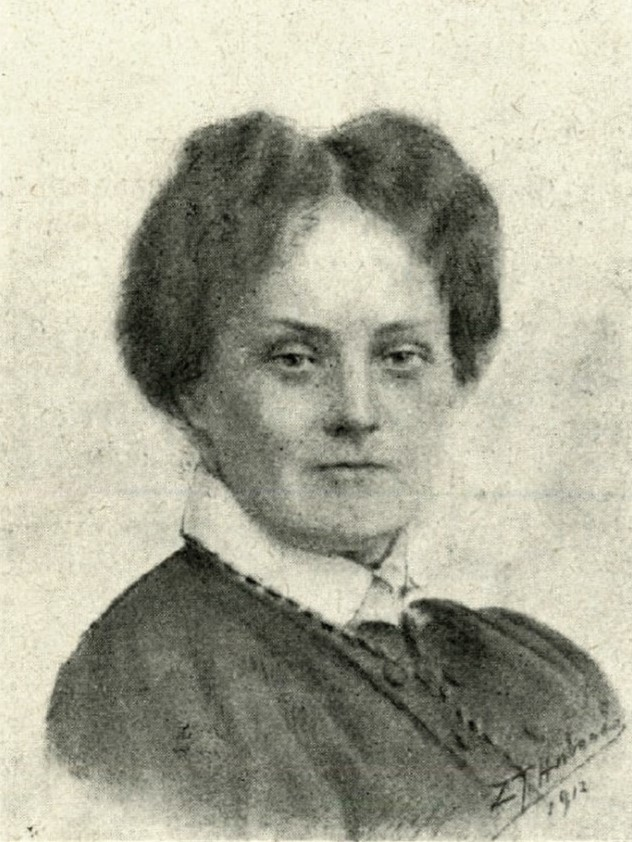
Maria Reutt, Porträt aus dem Jahr 1912 in Lemberg

Maria Jadwiga Reutt, auch Reuttówna (* 1863 in Derenowicze, Powiat Rzeczycki, Gouvernement Minsk, Russisches Kaiserreich; † 15. Januar 1942 in Vilnius, Litauische Sozialistische Sowjetrepublik), war eine polnische Autorin von Kinder- und Jugendliteratur, Pädagogin und Bildungsaktivistin.

## Leben und Wirken
Maria Reutt wurde 1863 auf dem Familiengut Derenowicze (heute im Rajon Retschyza, Belarus) geboren.
Sie wurde zunächst zu Hause unterrichtet und absolvierte anschließend ein Lehrerseminar. Nachdem ihre Mutter gestorben war, lebte sie bei ihrem Vater in Vilnius und ab 1894 in Warschau. Dort arbeitete sie in einer Buchhandlung.
Reutt beteiligte sich an der Organisation geheimen Unterrichts. Beim Transport polnischer Bücher wurde sie 1905 an der Grenze verhaftet. Nach drei Monaten im Gefängnis in Piotrków Trybunalski wurde sie gegen Kaution freigelassen. Anschließend zog sie für kurze Zeit nach Kaunas, wo sie 1906 in feministischen Organisationen aktiv war, und im selben Jahr nach Lemberg, wo sie unter anderem mit ihrer journalistischen Tätigkeit begann.
Während des Ersten Weltkriegs hielt sie sich auf dem Land im Bezirk Lubartów auf. Dort lehrte sie an Schulen im ländlichen Raum, von denen sie zwischen 1915 und 1918 zwölf neu eröffnete. Nachdem Polen seine Unabhängigkeit wiedererlangt hatte, arbeitete sie in Lubartów für kurze Zeit als Sekretärin eines Schulinspektors.
1919 zog Maria Reutt zurück nach Vilnius. Dort arbeitete sie im Vorstand der Kultur- und Bildungsorganisation Polska Macierz Szkolna; sie betreute unter anderem die Bibliotheken und Grundschulen dieser Einrichtung und leitete Kurse für Analphabeten. Nach 15 Jahren gab sie aus gesundheitlichen Gründen diese Tätigkeit auf. Für ihre Aktivitäten im Bereich der Volksbildung wurde sie am 16. November 1927 mit dem Verdienstkreuz der Republik Polen in Silber geehrt.

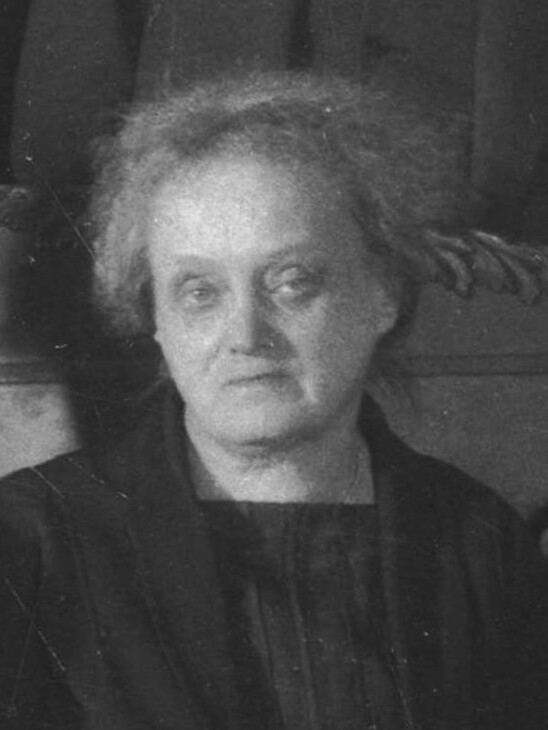
Maria Reutt in späteren Jahren, Fotografie

Neben ihrem Wirken als Pädagogin und Bildungsaktivistin war Reutt schriftstellerisch tätig. Sie schrieb zahlreiche Reportagen, Artikel und Kurzgeschichten sowie Romane für Kinder und Jugendliche. Einige ihrer Jugendromane, die oft historische Themen beinhalten, wurden mehrfach nachgedruckt. Sie erstellte 1920 einen Band mit patriotischen Geschichten und Memoiren mit dem Titel Dziecko polskie w latach niewoli i walk (Garść wspomnień) (dt.: „Ein polnisches Kind während der Jahre der Gefangenschaft und des Kampfes (Eine Handvoll Erinnerungen)“). Allein oder gemeinsam mit anderen Autoren stellte sie mehrere Märchensammlungen zusammen, darunter Litauische Märchen (1931).
Reutt war auch Autorin von mehr als 20 Theaterstücken für Laienbühnen und Schultheatergruppen.
In mehreren Artikeln dokumentierte Reutt die Bildungsgeschichte in der Region Vilnius, so in Macierz Szkolna ziemi wilénskiej („Schulmatrix der Region Vilnius“, erschienen 1924 in Oświata Polska) und Z dziejów oświaty na Litwie („Aus der Bildungsgeschichte Litauens“, erschienen 1925 im Almanach Szkolnictwa Ziemi Wileńskiej). Im Jahr 1925 gab sie die Kinderzeitschrift Gwiazdkę heraus.
Unter den Pseudonymen M.R., R.M., J. Bogusz, Jan Wirzos, Jerzy Surwint und Maria z Polesia veröffentlichte Reutt auch Werke für erwachsene Leser, darunter auch ihre persönlichen Erinnerungen an Menschen, mit denen sie durch die Bildungsarbeit verbunden war.
Maria Jadwiga Reutt starb am 15. Januar 1942 in Vilnius und fand ihre letzte Ruhestätte auf dem dortigen Bernhardiner-Friedhof.

## Ehrungen und Auszeichnungen
- 1927: Verdienstkreuz der Republik Polen („Srebrny Krzyż Zasługi“)

## Publikationen (Auswahl)
- Zza kraty [Hinter den Gittern], 1908.
- Dziennik szwaczki [Tagebuch einer Näherin], 1909.

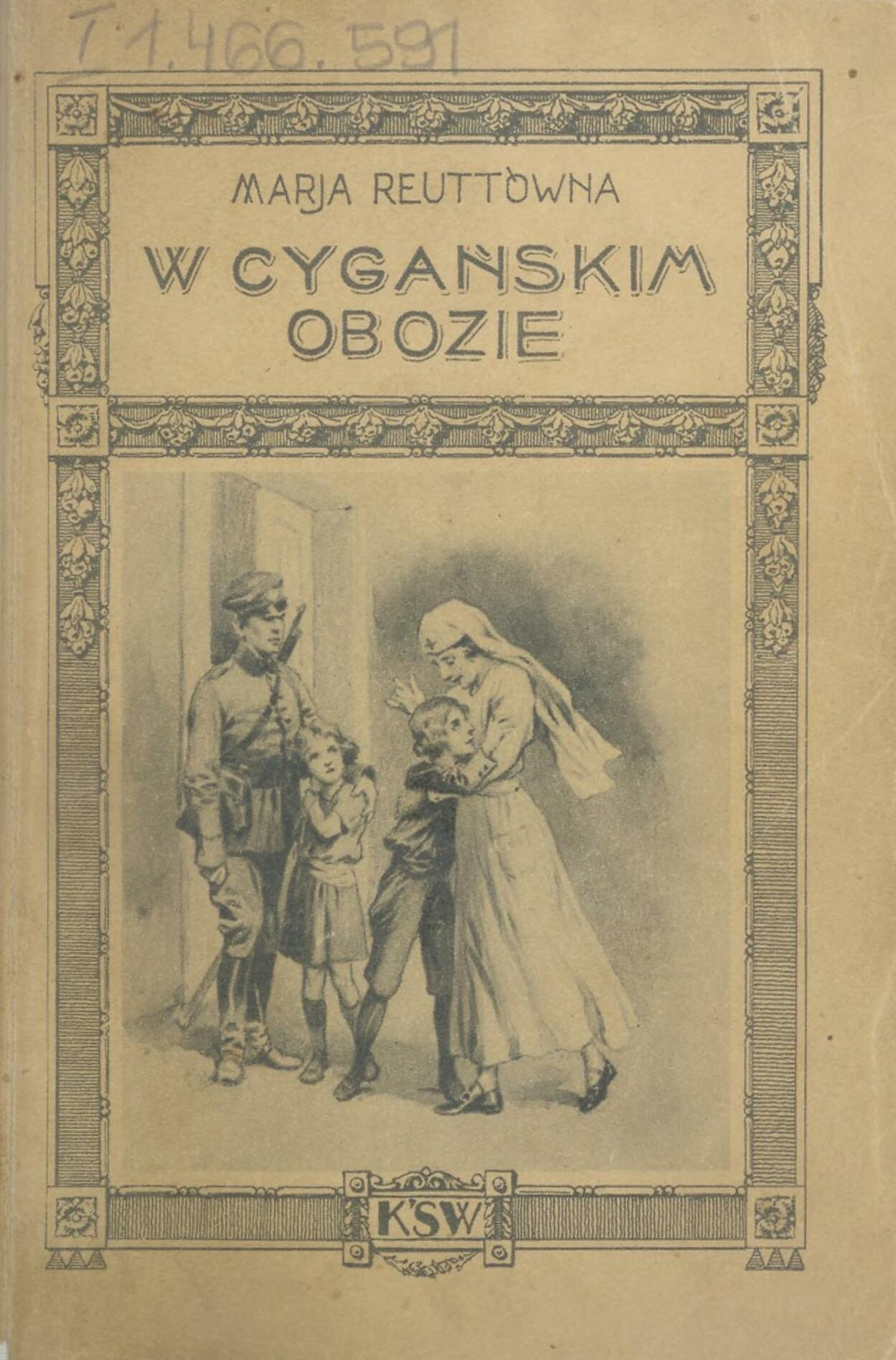
W cygańskim obozie [Im Zigeunerlager], Werk aus dem Jahr 1926

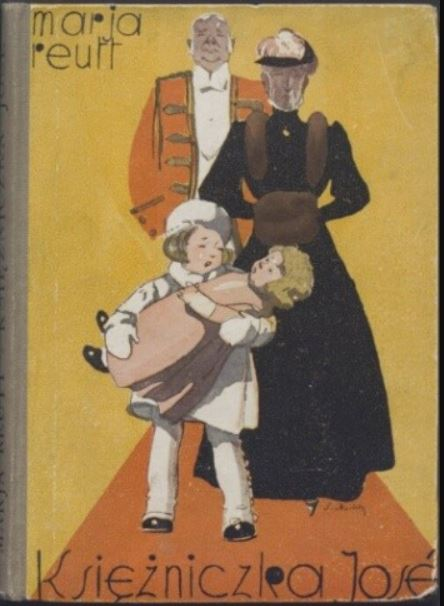
Księżniczka José (1932)

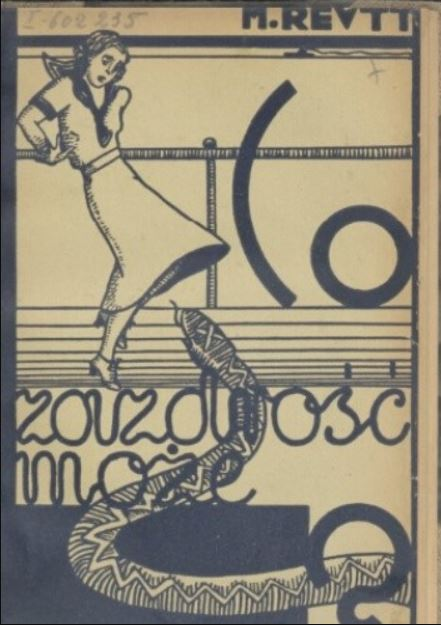
Co zazdrość może (1938)

- O ptaszkach, kotkach i innych zwierzątkach [Über Vögel, Katzen und andere Tiere], B. Połoniecki, Lwów; E. Wende i Ska, Warszawa 1912.
- Z dziejów pogańskiej Litwy [Aus der Geschichte des heidnischen Litauen], E. Wende i Ska, Warszawa; H. Altenberg, G. Seyfarth, E. Wende i Ska Lwów 1913.
- Królewna, Wydawnictwo Polskie, Lwów 1919.
- Dziecko polskie w latach niewoli i walk (garść wspomnień) (zebrała i ułożyła), Sekcja Oświecenia Publicznego Z.C.Z.W., Wilno 1920.
- Dla mojego Tatusia. Dzienniczek Danusi [Für meinen Papa. Danusias Tagebuch], Księgarnia Stowarzyszenia Nauczycielstwa Polskiego M.Arct, Warszawa-Poznań-Łódź-Lwów 1922.
- Trzeci Maj, Księgarnia J. Zawadzkiego, Wilno 1922.
- Cudowny doktor [Der Wunderdoktor], Księgarnia J. Zawadzkiego, Wilno 1923.
- Klub gałganiarek wileńskich, Spółka Księgarsko-Wydawnicza, Wilno 1923.
- Rabuś, Księgarnia J. Zawadzkiego, Wilno 1923.
- Trzewiczek Królowej [Der Schuh der Königin], Księgarnia J. Zawadzkiego, Wilno 1923.
- Życie za wolność [Leben für die Freiheit], Wydawnictwo Polskie, Poznań 1923.
- Jak Bolko został rycerzem [Wie Bolko zum Ritter wurde], Księgarnia J. Zawadzkiego, Wilno 1925.
- Wyzwolenie Wilna [Befreiung von Vilnius], Księgarnia J. Zawadzkiego, Wilno 1925.
- W cygańskim obozie [Im Zigeunerlager], Księgarnia i Drukarnia św. Wojciecha, Poznań-Warszawa 1926.
- Janek i Jagusia, Księgarnia J. Zawadzkiego, Wilno 1927.
- Laluś Panienka, Księgarnia Polska, Warszawa 1928.
- Oto dzień chwały! [Dies ist der Tag des Ruhms!], Zjednoczenie Młodzieży Polskiej, Poznań 1928.
- Strzał o północy [Um Mitternacht erschossen], Księgarnia Ludwika Fiszera, Łódź-Katowice 1929.
- Król Chłopków, Księgarnia J. Zawadzkiego, Wilno 1930.
- Męczennica na tronie Piastowskim [Märtyrer auf dem Piastenthron], Instytut Wydawniczy „Renaissance“, Warszawa-Poznań-Kraków-Lwów-Stanisławów 1930.
- Triumf miłości [Der Triumph der Liebe], Instytut Wydawniczy „Renaissance“, Warszawa-Poznań-Kraków-Lwów-Stanisławów 1930.
- Wicek-Niecnota, Księgarnia J. Zawadzkiego, Wilno 1930.
- Napad bandytów czyli Tym razem jeszcze mu uszło na sucho [Banditenangriff oder Diesmal kam er damit durch], 1931.
- Legendy o Świętych [Legenden der Heiligen], Księgarnia i Drukarnia Katolicka Sp. Akc., Katowice 1932.
- Rok Zosi [Jahr von Zosia], 1932.
- Spłacony dług wdzięczności [Die Schuld der Dankbarkeit zurückgezahlt], Księgarnia Ludwika Fiszera, Łódź-Katowice 1932.
- Księżniczka José [Prinzessin José], Księgarnia i Drukarnia Katolicka Sp. Akc., Katowice 1933.
- Cudowny doktor [Der Wunderdoktor], Księgarnia J. Zawadzkiego, Wilno 1934.
- Król migdałowy [Der Mandelkönig], Księgarnia J. Zawadzkiego, Wilno 1934.
- Maryjka [Maria], 1934.
- Święty Mikołaj [Heiliger Nikolaus], Księgarnia J. Zawadzkiego, Wilno 1934.
- Wódz [Der Häuptling] – 3 Teile, Księgarnia J. Zawadzkiego, Wilno 1935
- Co zazdrość może [Was Eifersucht bewirken kann], Zakłady Wydawnicze Alfreda Ksyckiego, Żnin 1938.
- Niezwykły testament [Ein ungewöhnliches Testament], Zakłady Wydawnicze Alfreda Ksyckiego, Żnin 1938.
- Zemsta Cyganki [Die Rache der Zigeunerin], Zakłady Wydawnicze Alfreda Ksyckiego, Żnin 1938.
- Jasiek: Powieść o polskim harcerzu [Jasiek: Roman über einen polnischen Pfadfinder], 1940.